# اسلام جابر
اسلام جابر (عربی: إسلام جابر؛ زادهٔ ۱ مهٔ ۱۹۹۶) بازیکن فوتبال است.
از باشگاه‌هایی که در آن بازی کرده‌است می‌توان به باشگاه فوتبال الداخلیه اشاره کرد.
وی همچنین در تیم ملی فوتبال مصر بازی کرده‌است.